# Zerdaza
Zerdaza (în arabă زردازة) este o comună din provincia Skikda, Algeria.
Populația comunei este de 12.555 de locuitori (2008).